# Antigono III Dosone
Antigono III Dosone, nipote di Antigono II Gonata (in greco antico: Ἀντίγονος Δώσων?, Antìgonos Dòson; ... – 221 a.C.), fu re di Macedonia dal 229 a.C. al 221 a.C., in qualità di tutore del cugino Filippo V (figlio di Demetrio II Etolico), ancora minorenne.

## Biografia

### Origini
Il padre di Dosone era Demetrio il Bello, figlio di Demetrio I Poliorcete e della sua terza moglie, Tolemaide, figlia di Tolomeo I e di Euridice, figlia di Antipatro.
Demetrio il Bello era quindi, per parte di padre, fratellastro del padre di Demetrio II, Antigono II Gonata, figlio del Poliorcete e della prima moglie Fila, anche lei figlia di Antipatro. Secondo la testimonianza di Eusebio, la madre di Dosone era una nobile tessala chiamata Olimpia, figlia di Pauliclito di Larissa. Antigono aveva un fratello chiamato Echestrate, il cui figlio, chiamato Antigono come lo zio, fu messo a morte da Perseo quando quest'ultimo salì sul trono di Macedonia.
Il padre di Dosone, Demetrio il Bello, fu convocato a Cirene nel 250 a.C. circa per sposare Berenice II, la figlia ed erede di Magas, divenendo egli stesso re di Cirene. Fu però assassinato poco tempo dopo per ordine della stessa Berenice, gelosa della relazione che il nuovo re aveva con la suocera Apama II, madre della stessa Berenice. Le fonti non tramandano se Olimpia fosse ancora viva a quell'epoca.

### Reggente di Macedonia
Quando il re Demetrio II morì in battaglia nel 229 a.C., il suo figlio e successore Filippo V, aveva solo nove anni. Secondo Plutarco, sia l'esercito macedone che la nobiltà pensarono che non era opportuno aspettare che Filippo diventasse adulto e nominarono reggente Antigono Dosone, che era il suo parente maschio più prossimo. Per confermare il suo ruolo di reggente, Antigono sposò Criseide, la vedova del suo predecessore Demetrio e madre di Filippo.
Secondo gli storici moderni, il suo soprannome "Dosone" (in greco antico: Δώσων?), participio futuro del verbo δίδωμι ("dare"), letteralmente "colui che darà", indicava che avrebbe dato il regno al nipote Filippo, vero erede al trono, quando quest'ultimo fosse diventato adulto. A conferma di questa ipotesi c'è il fatto che l'altro soprannome del re era "Epitropo" (in greco antico: ᾿Επίτροπος?), che significa "guardiano", ovvero tutore del giovane futuro re.
Secondo Plutarco, invece, il significato del soprannome di Antigono è spiegato dalla sua nomea di non mantenere mai le promesse che faceva.

### Re di Macedonia
Quando Antigono riuscì nelle imprese di sconfiggere gli invasori Dardani (impresa che non era riuscita al suo predecessore) e di sedare una ribellione dei Tessali, gli fu riconosciuto il titolo di re.
Antigono si dimostrò un buon sovrano sia nella diplomazia che nella strategia militare. In meno di un decennio di regno non solo rinforzò i confini della Macedonia, ma ristabilì un ruolo di egemonia per la sua nazione. A differenza dei suoi predecessori, che avevano tentato di sottomettere i paesi vicini, Antigono formò delle alleanze con l'Epiro e con la lega achea. Quando il re di Sparta Cleomene III tentò di conquistare il Peloponneso, Arato di Sicione, che aveva un ruolo di assoluto prestigio all'interno della lega achea, invitò Antigono ad intervenire al suo fianco (226 a.C.), dopo che l'esercito acheo era stato più volte sconfitto da quello spartano nel corso della cosiddetta guerra cleomenea.
Nel 224 a.C. Antigono scese in Grecia attraverso un passo del monte Gerania, con un esercito di ventimila opliti e milletrecento cavalieri. Cleomene, consapevole della superiorità numerica dell'esercito macedone e della sua ottima organizzazione, cercò di evitare la battaglia campale a tutti i costi, impegnando Antigono in una continua guerriglia.
Dopo aver perso Argo, che si era ribellata, Cleomene si ritirò anche da Corinto. Nel frattempo, Antigono conquistò Tegea, Mantinea ed Orcomeno, mentre Cleomene contrattaccò prendendo a sorpresa Megalopoli, che rase al suolo (223 a.C.).
Nel 222 a.C., nella piana di Sellasia, l'esercito di Antigono e quello della lega achea, comandato da Arato, sconfissero definitivamente le truppe spartane: secondo la testimonianza di Plutarco, dei seimila soldati lacedemoni, ne sopravvissero solo duecento, ed anche i mercenari al servizio di Sparta furono decimati. Anche Euclida, fratello di Cleomene e suo collega sul trono di Sparta, morì in battaglia, mentre il re riuscì a salvarsi e a fuggire ad Alessandria d'Egitto dal suo alleato Tolomeo III.
Nel frattempo, Antigono entrò in Sparta, dove trattò la popolazione con mitezza. Il re ordinò infatti di risparmiare la città, dicendo che il nemico era Cleomene, non Sparta. Istituì però al posto della tradizionale diarchia, in vigore da circa mille anni fin dalla fondazione della città, una forma di repubblica fedele al regno di Macedonia.
Poco dopo, Antigono dovette tornare precipitosamente in Macedonia, che era stata nel frattempo attaccata dall'esercito illirico. La sua morte avvenne poco dopo aver sconfitto l'esercito illirico, probabilmente per le conseguenze della tisi che lo affliggeva da tempo, lasciando il trono al giovane Filippo, di diciassette anni. Plutarco (che cita Filarco) racconta che, dopo la battaglia contro gli Illiri, Antigono salutò la vittoria con un urlo tale che provocò nel suo corpo malato la rottura di un vaso sanguigno. Secondo la testimonianza dello storico di Cheronea, prima di morire Antigono avrebbe esclamato:
(Plutarco, Vite parallele: Cleomene, 30)